# Anele Ngcongca
Calvin Anele Ngcongca, noto anche come Ngcongca (Città del Capo, 20 ottobre 1987 – Durban, 23 novembre 2020), è stato un calciatore sudafricano, di ruolo difensore o centrocampista, deceduto all'età di 33 anni a seguito di un incidente stradale.

## Palmarès

### Club

#### Competizioni nazionali
- Campionato belga: 1

Genk: 2010-2011
- Coppa del Belgio: 2

Genk: 2008-2009, 2012-2013

#### Competizioni Internazionali
- Supercoppa CAF: 1

Mamelodi Sundowns: 2017